# Демитков, Анатолий Николаевич
Анатолий Николаевич Демитков (27 мая (по другим данным — 24 августа) 1926 года — 15 августа 2005 года) — советский спортсмен (гребля на байдарке), серебряный призёр Олимпийских игр 1956 года (байдарка-двойка, 1000 метров), чемпион Европы 1957 года (двойка, 10 километров), бронзовый призёр чемпионата Европы 1957 года (двойка, 1000 метров), бронзовый призёр чемпионата мира 1958 года (двойка и четверка, 1000 метров), семикратный (по другим данным — восьмикратный) чемпион СССР. Заслуженный мастер спорта СССР (1956).

## Биография
Родился 27 мая (по другим данным — 24 августа) 1926 года. Добровольцем ушёл на фронт из Пудожа, служил матросом, мотористом на Северном флоте. Инвалид Великой Отечественной войны второй группы.
Похоронен на Северном кладбище.

## Спортивная карьера
Выступал за ДСО «Спартак» (Ленинград). Тренеры — Н. Н. Смирнов, Г. М. Краснопевцев.
За время карьеры выиграл:
- Серебряный призёр Олимпийских игр 1956 года в гребле на байдарке-двойке с Михаилом Каалесте на дистанции 1 000 м
- чемпион Европы 1957 года (двойка, 10 километров).
- бронзовый призёр чемпионата Европы 1957 года (двойка, 1000 метров)
- двукратный бронзовый призёр чемпионата мира 1958 года (двойка и четверка, 1000 метров)
- семикратный[4] (по другим данным — восьмикратный)[3] чемпион СССР (1952, 1954—1956, 1958, 1960)[3].
- двукратный призёр чемпионатов СССР (1957, 1959).

Тренер
В 1963—1986 годы работал тренером ДСО «Спартак». Подготовил 28 мастеров спорта, 3 мастеров спорта международного класса.

## Награды
- орден «Отечественной войны II степени»
- орден «Знак Почёта» (27.04.1957) — «за успехи, достигнутые в деле развития массового физкультурного движения в стране, повышения мастерства советских спортсменов, и успешное выступление на международных соревнованиях»
- медали «За оборону Заполярья», «За победу над Германией»[2]